# 린 보든

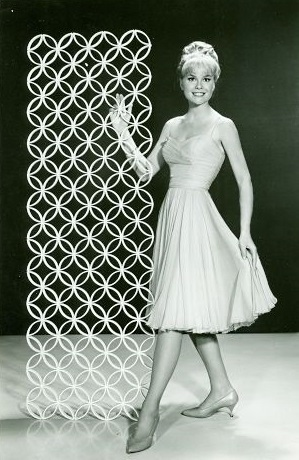

린 보든(Lynn Borden, 1937년 3월 24일 ~ 2015년 3월 3일)은 미국의 배우, 텔레비전 배우, 영화배우이다.
디트로이트에서 태어났으며 엔시노에서 사망하였다. 사인은 질병이다.

## 영화
- 사반나의 미소 (1982년)
- 버뮤다 2만리 (1977년)
- 매리와 래리 (1974년)
- 워킹 톨 (1973년)
- 브리지 (1973년)
- 프로그 (1972년)
- 파트너 체인지 (1969년)
- 털보 가족 (1966년)
- 겟 스마트 (1965년)
- 카펫베거 (1964년)
- 카니발 (1964년)
- 루이자의 선택 (1964년)
- 술과 장미의 나날 (1962년)
- 디즈니랜드 (1954년)